# أغسطس جونستون
أغسطس جونستون (بالإنجليزية: Augustus Johnston)‏ هو محامي أمريكي، ولد في 1729، وتوفي في 1790.